# Elisabethenkapelle Inselspital

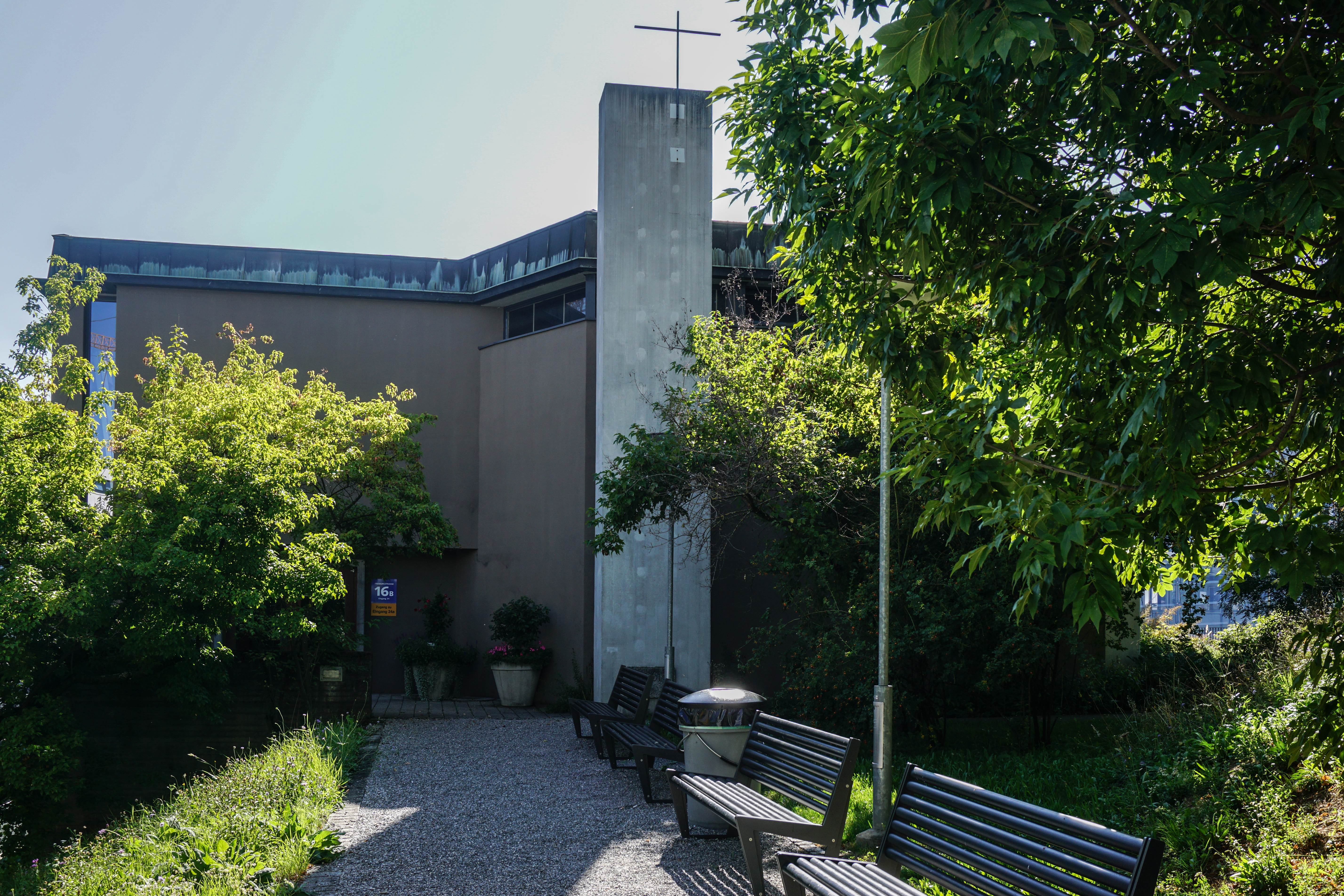
Eingangsbereich der Elisabethenkapelle, Inselspital Bern

Die römisch-katholische Elisabethenkapelle des Inselspitals Bern wurde 1961–1962 von Architekt Walter Rigert gebaut.

## Geschichte
Das Inselspital beauftragte 1908 den Architekten Karl Indermühle, eine Kapelle auf dem Friedbühlhügel zu bauen, die den reformierten und den katholischen Menschen zu gleichen Teilen dienen solle. Bis in die 1960er Jahre genügte diese. Dann wurde wegen des Anwachsens der Bevölkerung beschlossen, eine zusätzliche katholische Kapelle zu bauen. Der Gersauer Architekt Walter Rigert (1927–2018) erstellte daraufhin 1961–1962, südlich angrenzend an die bestehende Kapelle, den neuen Bau. Am 30. September 1962 wurde er der heiligen Elisabeth geweiht. Im Jahr 2011 erfolgte ein grösserer Umbau, bei dem auch die Aufbahrungsräume im Untergeschoss erneuert wurden. Gleichzeitig gestaltete der Architekt Patrick Thurston den Kirchenraum neu.

## Baubeschreibung

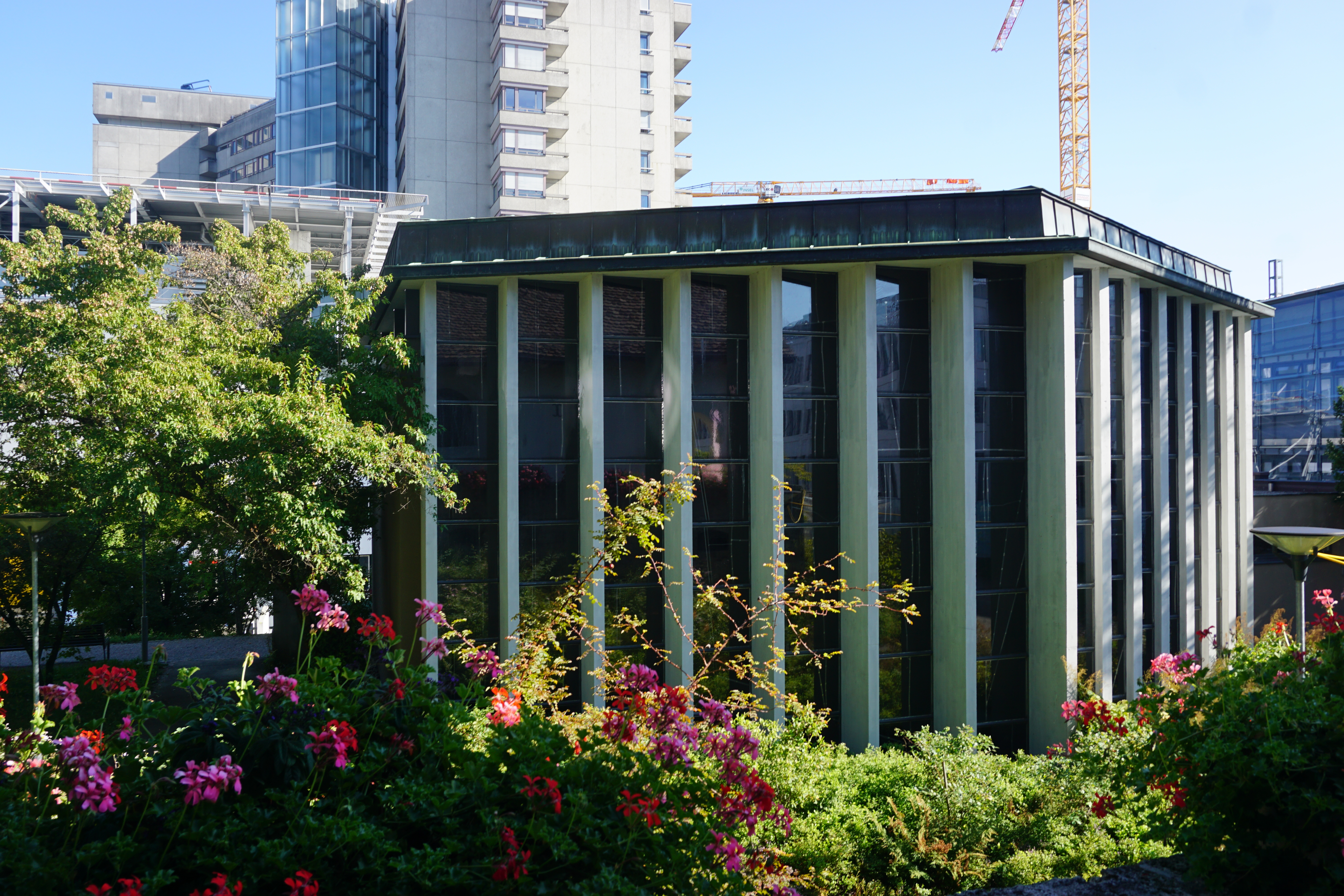
Elisabethenkapelle Inselspital, Chorseite mit Betonlamellenstützen

Der sechseckige Bau steht vertieft, rechtwinklig unterhalb der reformierten Kapelle im Abhang des Hügels. Die Eingangszone mit der Orgelempore schliesst an der südlichen Ecke an. Der Architekt hat seinen Bau ohne hohes Dach und mit nur niedrigem Glockenträger geplant. So war die freie Sicht von der Terrasse der darüberstehenden Kapelle zum Alpenpanorama gewahrt. Inzwischen sind mehrere Hochbauten ins Blickfeld gerückt und die Kapellen stehen  unbeachtet im Hintergrund des Bettenhochhauses des Inselspitals.

### Innenraum und künstlerische Ausstattung
Über die Zugangsterrasse gelangen Besuchende zur Kapelle. Vom zunächst dunklen Eingangsbereich unter der Empore weitet sich der Raum, nach Aussage des Architekten zu «immer grösserer Helligkeit und Befreiung». Wie in zwei Handschalen seien die Menschen geborgen und von unsichtbarer Kraft zum lichtdurchfluteten Altarraum geführt.
Zwischen hohen Betonlamellen der breiten Chorfront hat der Künstler Max von Mühlenen ein Glasgemälde geschaffen. Es stellt in rotem, violettem und blauem Glas den zerrissenen Vorhang des Tempels von Jerusalem dar. Eine Abbildung des Heiligen Antonius von Padua in Franziskanerkutte mit zwei Lilien als Attribut und die Weihekreuze wurde ebenfalls von Max von Mühlenen als einfache Zeichnungen an den Wänden symbolisiert.
Unter der Empore hängt an der Wand eine Bronzestatue der Heiligen Elisabeth von Thüringen, geschaffen durch den Bildhauer Bruder Xaver Ruckstuhl vom Kloster Engelberg. Der Altar mit der griechischen Inschrift AGIOS ATHANATOS («Heiliger Unsterblicher») und vertieft eingehauene Dreiecke als Symbol der Dreifaltigkeit, der Tabernakel mit den Schriftzeichen EGO VERITAS VIA ET VITA («Ich bin der Weg und die Wahrheit und das Leben») (Johannes 14,9 ), ebenso Kreuz, Ambo und der Osterkerzenständer stammen von Albert Schilling, Arlesheim. Eine farbig gefasste Pietà steht von Opferkerzen begleitet auf einer Bank in einer kleinen Seitenkapelle.

## Orgel
Die Orgel von Jean-Daniel Ayer Sàrl, Vauderens FR, wurde 1994 eingeweiht.
Das Instrument besitzt mechanische Trakturen mit 15 Registern und zwei Auszügen, auf zwei Manualen und Pedal. Die Windladen sind als Schleifladen ausgeführt.